# Wladimir Nikolajewitsch Pawlow
Wladimir Nikolajewitsch Pawlow (russisch Владимир Николаевич Павлов; * 1915; † 1993 in Moskau) war ein ukrainisch-sowjetischer Diplomat und Übersetzer. Pawlow wurde vor allem bekannt als Erster Botschaftsrat im Range eines Botschafters an der sowjetischen Vertretung in Berlin 1939 und 1940 sowie als Teilnehmer der großen alliierten Konferenzen 1942 bis 1945. Als Dolmetscher Stalins genoss er dessen Vertrauen.

## Leben und Wirken

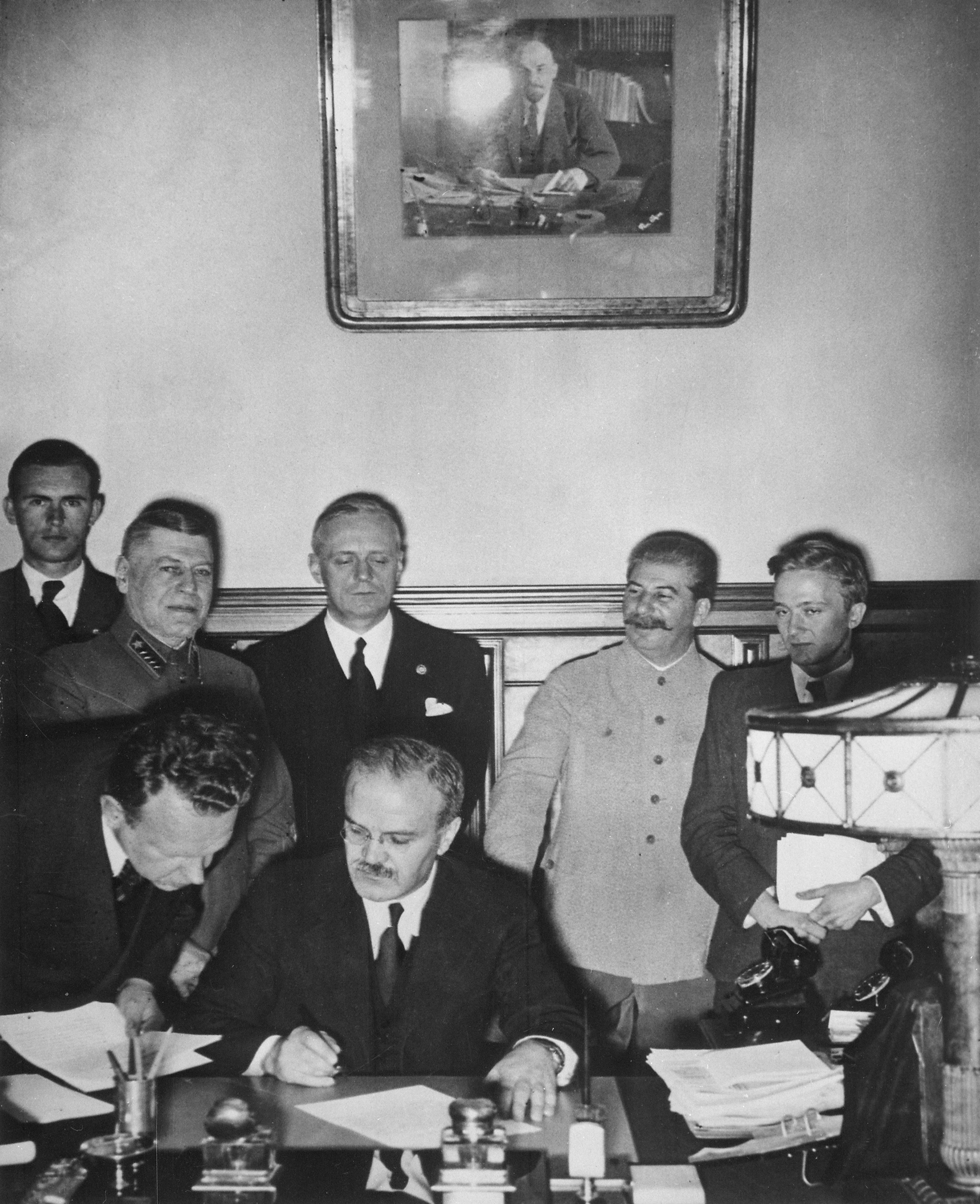
Pawlow (hintere Reihe, aus Betrachtersicht ganz rechts, neben Stalin) als Zeuge bei der Unterzeichnung des „Hitler-Stalin-Paktes“ am 23. August 1939 in Moskau.

Wladimir Pawlow kam in der Ukraine zur Welt. (Eine wenig glaubwürdige „sowjetische Politlegende“ besagt im Gegensatz dazu, dass Pawlow ein unehelicher Sohn Stalins und einer wolgadeutschen Mutter gewesen sein soll.) Als Kind lernte Pawlow autodidaktisch Deutsch und Englisch. Er studierte in Moskau am Institut für Energietechnik und schloss sein Studium 1939 als Ingenieur für Heiztechnik ab. Seine Absicht zu promovieren zerschlug sich, weil er im Zuge seines Aufnahmeverfahrens in die Kommunistische Partei der Sowjetunion (KPdSU) aufgrund seiner sehr guten Sprachkenntnisse zum diplomatischen Dienst beordert wurde. Er trat daraufhin in den Dienst des Volkskommissariats (Ministerium) für Äußeres.
Als Mitarbeiter von Wjatscheslaw Molotow wurde Pawlow 1939, als Molotow als Nachfolger Litwinows zum Außenminister ernannt wurde, zum Chef-Dolmetscher des sowjetischen Außenministeriums bestellt. Hier setzte er seine deutschen und englischen Sprachkenntnisse ein, später eignete er sich darüber hinaus Kenntnisse des Spanischen und des Französischen an.
Als Molotow im Sommer 1939 den Botschafter Afghanistans traf, agierte Pawlow erstmals als Dolmetscher des neuen Außenministers.
Im August desselben Jahres nahm Pawlow als Übersetzer an den Verhandlungen zwischen dem sowjetischen Diktator Josef Stalin und seinem Vorgesetzten Molotow einerseits, sowie dem deutschen Außenminister Joachim von Ribbentrop und dem deutschen Moskau-Botschafter Friedrich-Werner Graf von der Schulenburg andrerseits teil, die zum Abschluss des sogenannten Deutsch-sowjetischen Nichtangriffspakts (auch Hitler-Stalin-Pakt oder Ribbentrop-Molotow-Pakt genannt) führten. An der Unterzeichnung des Nichtangriffs-Vertrages am Abend des 23. August 1939 im Kreml nahm Pawlow als Gesprächsdolmetscher und Kontrollleser der von Stalin und Molotow unterzeichneten deutschsprachigen Vertragsausfertigung teil.
Von Ende 1939 bis Dezember 1940 agierte Pawlow als Erster Sekretär bzw. Erster Botschaftsrat an der sowjetischen Botschaft in Berlin. Einigen Quellen zufolge entsprach seine Tätigkeit als Botschaftsrat dem „Rang eines Botschafters“. „Jedenfalls“ sei Pawlow, so der Spiegel, 1949 während seiner Berliner Zeit „mächtiger [gewesen] als der amtierende [sowjetische] Botschafter Schkwarzew.“
Im November 1940 fungierte Pawlow erneut als offizieller Übersetzer bei Verhandlungen auf höchster Ebene, diesmal während der Verhandlungen Molotows mit dem deutschen Diktator Hitler in der Berliner Reichskanzlei. Außer vom Deutschen ins Russische zu übersetzen und umgekehrt, fertigte Pawlow auch das Gesprächsprotokoll über die Verhandlungen für die sowjetische Seite an. Nach seiner Rückkehr nach Moskau im Dezember 1940 wurde Pawlow zusätzlich zu seiner Tätigkeit als Dolmetscher auch zum Direktor der Mitteleuropäischen Abteilung im sowjetischen Außenministerium ernannt. Dort war er namentlich mit der ministeriellen Analyse und Bewertung der anglo-sowjetischen Beziehungen betraut.

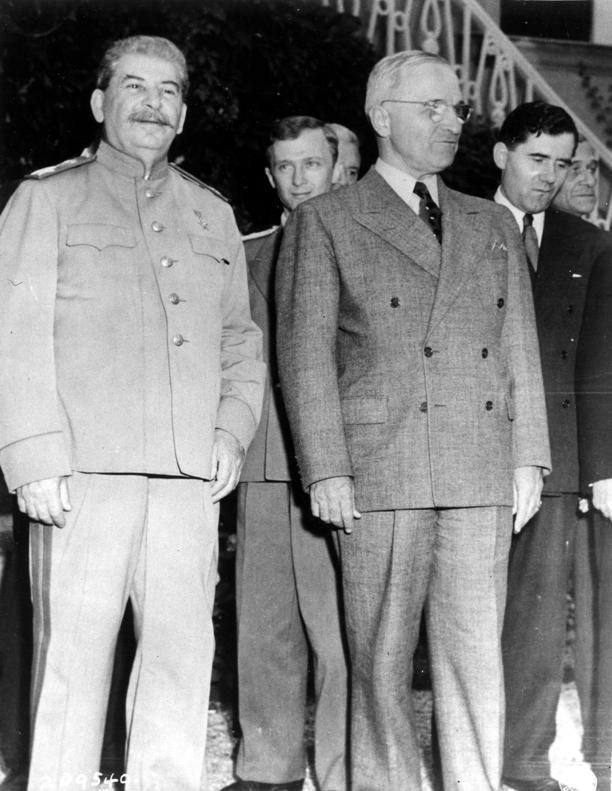
Pawlow (in der Mitte, hinter Stalin und Truman) als Teilnehmer der Konferenz von Potsdam im Juli 1945. Seitlich rechts von den drei Gromyko

In den Jahren 1942 bis 1945 nahm Pawlow als ständiger Begleiter Stalins und Molotows an den meisten interalliierten Kriegskonferenzen teil. So übersetzte er etwa die Gespräche von Stalin mit Churchill und Roosevelt und ihren Mitarbeitern während der Konferenz von Teheran (1943), der Konferenz von Jalta (1945) und der Konferenz von Potsdam (1945). Darüber hinaus nahm Pawlow 1945 an der Gründungskonferenz der Vereinten Nationen in San Francisco teil. Von 1947 bis 1949 fand er Verwendung an den Sowjetvertretungen in London, wo er „das Klima der britischen Politik“ studierte und „einen wichtigen Horchposten im Westen“ besetzte, um Ende der 1940er Jahre als Botschaftsrat an die sowjetische Botschaft in Paris versetzt zu werden. Eine wichtige Rolle spielte Pawlow, der zu dieser Zeit im Westen bereits als zukünftiger sowjetischer Außenminister gehandelt wurde, insbesondere bei den Verhandlungen der Viermächtekonferenz der Außenminister von 1949 in Paris.
Von 1949 bis 1953 arbeitete Pawlow – mit einer kurzen Unterbrechung aufgrund seiner Verwendung als Sekretär des Ständigen Ausschusses für Auswärtige Angelegenheiten beim ZK der KPdSU – in Moskau als Leiter der Europa-Abteilung II im Außenministerium der Sowjetunion.
Nach Stalins Tod und der Machtübernahme Chruschtschows wurde Pawlow von diplomatischen Schlüsselaufgaben ferngehalten. Molotow und Chruschtschow machten ihn zum Leiter des Moskauer Verlags für fremdsprachige Literatur, der ab 1963 als Verlag Progress firmierte.
1974 wurde Pawlow im Rang eines außerordentlichen und bevollmächtigten Botschafters der Sowjetunion in den Ruhestand versetzt. Danach trat er noch verschiedentlich durch Interviews hervor, in denen er sich etwa über das umstrittene Zusatzprotokoll zum Hitler-Stalin-Pakt äußerte. Am 29. September 1987 übergab Pawlow dem sowjetischen Außenministerium seine „autobiografischen Aufzeichnungen“. Das Ministerium hatte ihn darum gebeten, seine Erinnerungen an die deutsch-sowjetische Zusammenarbeit nach 1939 sowie an die Zusammenarbeit mit den Alliierten nach 1941 zu formulieren.

## Bewertung durch Zeitgenossen und historische Forschung
Zum ersten Mal trat Pawlow 1939 „in das internationale Rampenlicht“ als Dolmetscher beim Abschluss des Hitler-Stalin-Paktes im August und des Deutsch-Sowjetischen Grenzvertrages im September. Der deutsche Außenminister von Ribbentrop, dem er damals von Stalin selbst vorgestellt wurde, machte bereits damals die Beobachtung, dass der „junge, blonde russische Dolmetscher Pawlow, Stalins besonderes Vertrauen zu genießen“ schien. Ein Artikel der Fachzeitschrift History Today schloss sich aus der Rückschau des Jahres 1995 dieser Einschätzung an und urteilte „Stalin trusted him [Pawlow]“.
Der deutsche Botschafter in der Sowjetunion, Graf von der Schulenburg, hatte bereits einige Monate zuvor nach Berlin gemeldet, dass man „einen sehr starken ukrainischen Einfluss“ im Kreml beobachten könne. Als dessen Quelle meinte er „den Übersetzer Pawlow“ identifizieren zu können, der ständig in Stalins Nähe sei und von diesem koseweise „unser kleiner Ukrainer“ genannt werde. Der Chruschtschow-Biograf Alexandrow verwarf Schulenburgs Einschätzung indessen mit dem Hinweis, dass er sich nicht vorstellen könne, dass jemand von „Pawlows [geringem] Format“ Molotow oder Stalin beeinflussen hätte können. Auch Herman Wouk sah in Pawlow nur einen „dünnen, blassen, dunkelhaarigen [sic!] jungen Mann“, der kein heimlicher Drahtzieher gewesen sei, sondern im Gegenteil Stalin gegenüber stets eine „kluge, eifrig um Servilität bemühte Mine an den Tag“ gelegt habe.
Eine deutsche Aktennotiz aus dem Jahr 1940 beschrieb Pawlow, damals Botschaftsrat an der sowjetischen Vertretung in Berlin, als „das Lieblingstierchen von Herrn Stalin und Herrn Molotow.“ In Berliner Diplomatenkreisen galt Pawlow als „der wohl jüngste Diplomat seines Ranges in der langen Geschichte der Diplomatie“ (Der Spiegel) zu dieser Zeit als „Stalins Lieblingssohn“ und wurde mit entsprechendem Interesse beobachtet. Der amerikanische Korrespondent Pierre J. Huss beschrieb ihn als „den Jungen, der Stalin die wirklich wichtigen Dinge berichtete, die sich in Berlin ereigneten“.
Ebenso wenig wie den Deutschen blieb Pawlows ständige Nähe zu den Mächtigen der Sowjetunion den Politikern und Journalisten der demokratischen Staaten des Westens verborgen. Ein Reporter des amerikanischen Times-Magazins wies seine Leser deshalb zu Beginn des Jahres 1945 darauf hin, dass Pawlow (der „abgehetzte Dolmetscher“) „Molotows Mann“ sei, der diesen „überall hin“ begleite. Besonderer Sympathie auf Seiten der westlichen Alliierten erfreute Pawlow sich auch beim britischen Premierminister Winston Churchill. Dieser erwähnte den Dolmetscher nicht nur in seinen Memoiren, sondern versuchte den jungen Mann, den er als etwas steif empfand, auch bei ihren Konferenzbegegnungen in den Jahren 1942 bis 1945 wiederholt – mit eher bescheidenem Erfolg – zum Konsum von Cocktails und anderen alkoholischen Getränken zu animieren.
Über Pawlows Fähigkeiten als Übersetzer werden in vielen vorliegenden Zeugnissen positive Urteile gefällt: So hob sein Kollege Walentin M. Bereschkow rückblickend den außergewöhnlichen Fleiß und die Ausdauer hervor, die dieser bei seiner Arbeit an den Tag gelegt habe und die ihn, Bereschkow, stets verblüfft habe. Insbesondere vermerkt er Pawlows gewaltiges tägliches Arbeitspensum von 14 bis 16 Stunden sowie dessen Eifer, seine Sprachkenntnisse ständig auszubauen. Bereschkows Einschätzung teilend lobte das Time-Magazine Pawlow als „brillanten Dolmetscher“, der in der Lage sei, stenographische Notizen in englischer Sprache von Gesprächen in russischer Sprache anzufertigen und umgekehrt. Ein Beobachter der Gründungskonferenz der Vereinten Nationen beschrieb Pawlow wiederum als einen „dünnen jungen Mann mit einer hohen Stimme“, der es verstehe, die Worte Molotows so zu übersetzen, dass sie „wie Geschosse durch den Sitzungssaal schnellen“ würden. Überdies beobachtete das Time-Magazine in einer anderen Ausgabe, dass Pawlow zwar Englisch mit einem „ausgeprägten britischen Akzent“ spreche, zugleich aber auch über ein genaues Gehör für die Feinheiten und Eigenheiten des amerikanischen Englisch verfüge und sich aufgrund seiner auf angenehme Weise durchdringenden Stimme leicht Gehör verschaffen könnte. Der Spiegel lobte 1949, dass Pawlow nicht nur in der Lage sei, „Worte [von einer Sprache in die andere] zu übertragen“, sondern er sich auch in „ausgezeichneter Weise“ auf die für einen Dolmetscher ebenso wichtige Fähigkeit verstehe, „sich wechselweise der Mentalität beider [Gesprächs-]Partner an[zu]passen.“
Ähnliche positive Urteile über Pawlows Qualitäten als Dolmetscher finden sich bei dem amerikanischen General James Francis Byrnes, der Pawlow einen „fähigen Übersetzer“ nennt, bei Hough, der ihn als „brillanten Dolmetscher“ bezeichnet, bei Harold Stassen, der meint Pawlow sei als „Meister der englischen Sprache und aller ihrer Idiome ein herausragender Dolmetscher während der UN-Konferenz“ gewesen und bei Cheryl Heckler, der von Pawlow als einem „beschlagenen Übersetzer“ spricht.  Und K. P. S. Menon urteilte noch 1963 kurz: „He is one of the world’s best interpreters.“
Überliefert sind auch kritische Stimmen zu Pawlows Arbeit. Arthur Birse, der Übersetzer Churchills, meinte, die Grammatik Pawlows sei nicht immer perfekt gewesen, allerdings habe ihm selten ein Wort gefehlt. Auch Charles Bohlen merkte an, Pawlows Englisch sei nicht einwandfrei gewesen. Pawlow selbst schrieb rückblickend, er sei in manchen Fällen, vor allem in den ersten beiden Jahren als Übersetzer, unsicher gewesen.
Der amerikanische Schriftsteller Upton Sinclair trug Pawlows Bekanntheit in der Nachkriegszeit als „der Mann an Stalins Seite“ 1949 Rechnung, indem er ihn als „bespectacled young translator“ am Rande der Handlung seines Romans „O Shepherd, Speak!“ auftreten ließ.
Als bezeichnend für Pawlows professionelle, durch nichts zu erschütternde Arbeitsweise, kann eine vielzitierte Anekdote gelten, der zufolge er seine Übersetzungstätigkeit sogar noch ungerührt fortsetzte, als der britische Generalstabschef Sir Alan Brooke ihm einmal, auf dem Höhepunkt eines verbalen Streits mit Stalin bei einem Bankett, ein Dessert über den Kopf leerte.